# Tsuru, Yamanashi
Tsuru (都留市 Tsuru-shi) là một thành phố thuộc tỉnh Yamanashi, Nhật Bản.